# Christabel
Christabel es un poema largo de Samuel Taylor Coleridge escrito en dos partes. La primera parte fue escrita en 1797 y la segunda en 1800. El autor planeaba escribir tres partes adicionales pero nunca fueron completados. Los versos de Christabel siguen una métrica basada en la cuenta de los acentos -aunque el número de sílabas de cada verso puede variar de cuatro a doce, el número de acentos por línea nunca se desvía de cuatro. El poema destaca por su influencia en la ficción vampírica posterior y es la primera mención de los vampiros en la literatura inglesa.

## Sinopsis
El poema cuenta la historia sobrenatural de Christabel, una muchacha huérfana de madre que vive en un castillo gótico en compañía de su padre, Sir Leoline, que añora a su esposa muerta. Una noche, cuando va a rezar en medio del bosque, Christabel encuentra a Geraldine, bellísima hechicera, que afirma haber sido secuestrada por unos bandoleros que la convence de que la lleve a dormir a su alcoba. La joven se siente atraída por la extraña y mientras comparten el lecho, tiene un sueño en el que se ve vampirizada, al pie de un viejo roble por una mujer con ojos de serpiente. Por la mañana, Sir Leoline, el padre de Christabel, reconoce a Geraldine, en cuyo rostro cree descubrir a la hija perdida de un viejo amigo y se enamora de ella. Christabel, celosa de un amor que la excluye, ruega a su padre que eche a la intrusa, pero no lo consigue y acaba siendo despreciada. Sir Leoline envía a su heraldo para que anuncie que Geraldine ha sido encontrada. El poema termina en este punto de la trama.
De acuerdo con James Gillman, Coleridge planeaba terminar el poema de la siguiente manera:
Más allá de las montañas el heraldo de sir Leoline se dirige al castillo donde supuestamente vive Geraldine, pero debido a una de las inundaciones que supuestamente son habituales en el país no encuentra nada en el lugar, el castillo parece haber desaparecido. El heraldo decide volver, pero mientras tanto Geraldine se dedica a provocar celos en sir Leoline y a sembrar la discordia.
Cuando regresa el heraldo con la información de la desaparición del castillo, Geraldine desaparece pero regresa asumiendo la apariencia de un caballero ausente, amante de Christabel, y comienza a cortejarla, pero Christabel se siente molesta ante los cambios que intuye en su antiguo amante.
Sir Leoline se disgusta porque su hija es reticente a casarse con el caballero, pero finalmente Christabel termina obedeciendo ante la presión de su padre y decide presentarse en el altar con su ahora odiado pretendiente. Sin embargo, el verdadero amante de Christabel regresa en ese momento y le ofrece el anillo que ella le había dado en señal de afecto. Así derrotada, Geraldine desaparece enfurecida y el matrimonio correcto tiene lugar, así como la reconciliación entre padre e hija.

## Composición y publicación de la historia
No está claro cuándo Samuel Coleridge comenzó a escribir el problema que se convertiría en Christabel. Presumiblemente esbozó los inicios en 1795. Durante esta época había estado trabajando en varios poemas para Lyrical Ballads, un libro en el que había colaborado con William Wordsworth. Christabel no fue completado a tiempo para la publicación del libro en 1798, aunque incluyó Rime of the Ancient Mariner. Sin embargo, la primera parte del poema posiblemente fue completada ese año. Continuó la segunda parte del poema tres años después y unos meses más tarde añadió una "Conclusión". En cualquier caso, el poema quedó sin finalizar. Posteriormente afirmó que se encontraba dudando entre demasiados finales posibles. El poema permaneció sin publicar durante varios años. En su cumpleaños en 1803, Coleridge anotó en su diario que pretendía acabar Christabel antes de fin de año, aunque no cumpliría su intención.

## Análisis
Temáticamente el poema es una de las composiciones más coherentes de Coleridge, con una trama narrativa más explícita que en obras previas como el fragmentado Kubla Khan, que tiende a trascender la composición más tradicional. De hecho en muchos aspectos del poema, como la estructura formal y la rigidez de la rima (cuatro acentos en cada verso), añadido al misticismo del relato crea una yuxtaposición mayor en el poema.
Aunque algunos críticos modernos se concentran en la lectura feminista y lésbica del poema, otra interpretación interesante es la que explora la presencia demoníaca sobre la acción. Geraldine, que al principio casi parece un reflejo de Christabel, posteriormente se revela como un ser mucho más complejo, tanto sexual como moralmente:

Like one that shuddered, she unbound

The cincture from beneath her breast:

Her silken robe, and inner vest,

Dropt to her feet, and in full view,

Behold! her bosom - and her side.

## Influencia
Christabel tuvo gran influencia en Edgar Allan Poe, especialmente en su poema El durmiente (1831)
También se considera que la novela Carmilla (1872) de Sheridan Le Fanu es un homenaje o adaptación de Christabel.
Carmilla tiene varias similitudes con Geraldine; por ejemplo, su presencia se manifiesta de forma "accidental", y parece más fuerte de noche, así como por sus tendencias lésbicas. Además tanto Christabel como Laura de Carmilla son huérfanas de madre y se encuentran bajo la tutela de sus padres viudos. La presencia de Geraldine sobre Christable inspira en ella sentimientos muy similares a los de Carmilla sobre Laura, ambas heroínas tienen sueños problemáticos y se sienten débiles por la mañana después de pasar la noche con su invitada.
El cantante y compositor texano Robert Earl Keen ha compuesto una canción titulada "Christabel" que en parte parece inspirada por el poema inconcluso de Coleridge. Marcada por fuertes elementos góticos trata sobre el encuentro con una autostopista llamada Christabel que resulta no ser lo que parece.
En el año 2002, el director de cine experimental James Fotopoulos realizó una adaptación cinematográfica de Christabel.